# Saturday Night Live

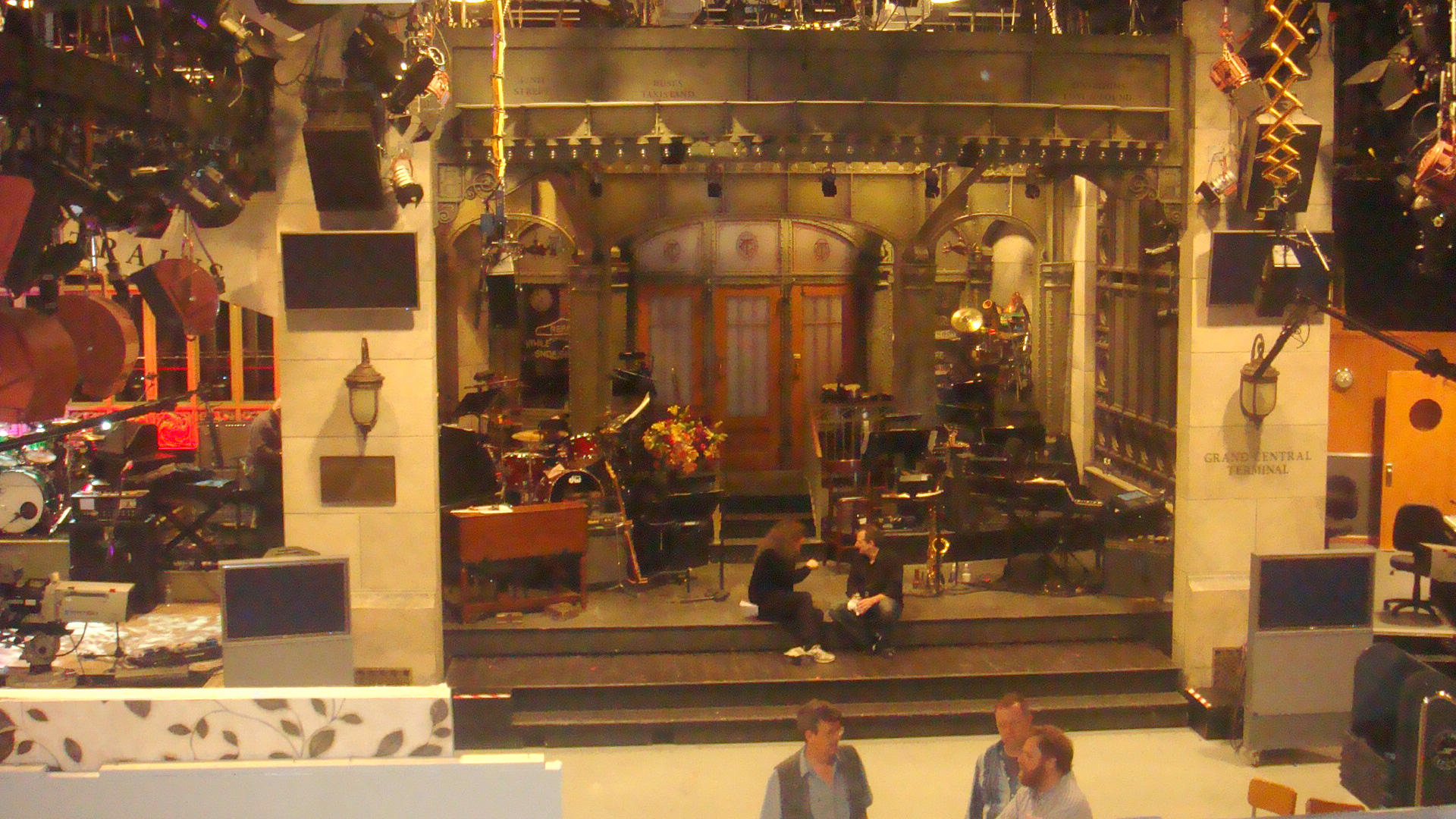
Główna scena programu podczas prób

Saturday Night Live (dosłownie Sobotnia noc na żywo) – program rozrywkowy amerykańskiej sieci telewizyjnej NBC. Program (razem z przerwami na reklamy) trwa 93 minuty i jest emitowany w soboty o 23:30 czasu wschodniego ze studia 8H w Nowym Jorku – na żywo z udziałem publiczności.
Każda audycja rozpoczyna się cold open – przed czołówką programu, emitowany jest pierwszy skecz kończący się zawołaniem „Live from New York, it’s Saturday Night!” (Na żywo z Nowego Jorku, to Saturday Night), po czym następuje czołówka i monolog prowadzącego (gościa, zwykle znanej osoby ze świata sportu, rozrywki lub polityki). Dalej widowisko składa się z serii skeczy w wykonaniu stałej grupy komików i jednego gościa (prowadzącego). W każdym programie występuje również zaproszony gość muzyczny (czasami jest nim prowadzący). Wśród skeczy znajduje się Weekend Update, będący parodią serwisu informacyjnego. Większość skeczy powstaje w ciągu tygodnia poprzedzającego emisję programu, w związku z czym dotyczą aktualnych wydarzeń społecznych i politycznych.
Przez pierwszy rok program nazywał się NBC’s Saturday Night, po czym nazwa została zmieniona na Saturday Night Live. W Polsce archiwalne odcinki emitowane są w stacji Comedy Central Polska, fragmenty programu można oglądać na kanale YouTube programu (w języku angielskim). We wrześniu 2022 roku 47 sezon, emitowany od października 2021 do maja 2022 roku został dodany do polskiej biblioteki HBO Max.
Program uzyskał między innymi siedemdziesiąt jeden nagród Emmy i ponad dwieście pięćdziesiąt nominacji do nagród Emmy. Z uwagi na emisję na żywo i możliwość improwizacji, SNL ma wpływ na amerykańską opinię publiczną. Szeroko komentowane są incydenty i wpadki związane z programem (na przykład przypadkowe użycie słów niecenzuralnych). Program, jako jeden z niewielu audycji w amerykańskiej telewizji emitowany jest równocześnie na żywo we wszystkich stacjach NBC w USA (niezależnie od strefy czasowej). 
W grudniu 2017 rozpoczęto emisję polskiej wersji programu, o nazwie SNL Polska. Zakończyła się ona po jednym sezonie.

### Aktualna obsada

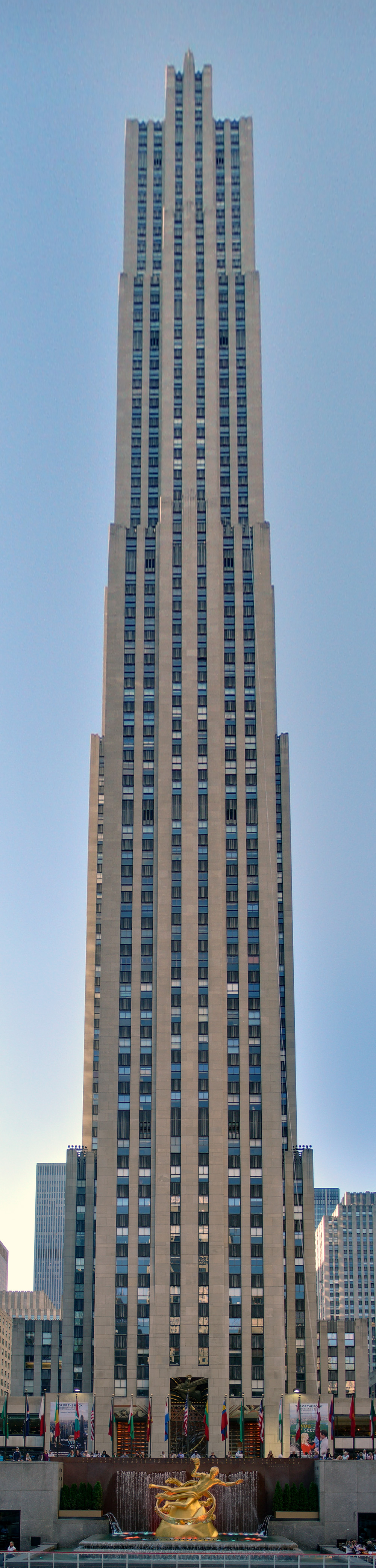
GE Building, w którym nagrywany jest program

## Obsada programu

### Aktualna obsada[3]
- Kenan Thompson (od 2003)
- Colin Jost (od 2014)
- Michael Che (od 2014)
- Mikey Day (od 2016)
- Heldi Gardner (od 2017)
- Ego Nwodim (od 2018)
- Bowen Yang (od 2019)
- Chloe Fineman (od 2019)
- Punkie Johnson (od 2020)
- Andrew Dismukes (od 2020)
- Sarah Sherman (od 2021)
- James Austin Johnson (od 2021)
- Devon Walker (od 2022)
- Michael Longfellow (od 2022)
- Molly Kearney (od 2022)
- Marcello Hernandez (od 2022)
- Chloe Troast (od 2023)

## Najczęściej występujący goście
- Alec Baldwin (16 razy)
- Steve Martin (15 razy)
- John Goodman (12 razy)